# Ferdinand Fränzl
Ferdinand Ignaz Joseph Fränzl (ur. 24 lub 25 maja 1767 w Schwetzingen, zm. 27 października 1833 w Mannheimie) – niemiecki kompozytor i skrzypek.

## Życiorys
Syn Ignaza Fränzla. Podstawy edukacji muzycznej odebrał u ojca, z którym razem występował. Od 1782 roku był członkiem orkiestry dworskiej w Mannheimie. W późniejszym okresie kształcił się u Franza Xavera Richtera i Ignaza Pleyela w Strasburgu oraz u Stanislao Matteiego w Bolonii. W latach 1789–1790 był koncertmistrzem kapeli dworskiej w Monachium, a w 1792 roku w Nationaltheater we Frankfurcie nad Menem. Od 1795 do 1799 roku kierował kapelą kameralną w Offenbach am Main. Koncertował m.in. w Londynie, Hamburgu, Wiedniu i Petersburgu. Od 1806 do 1826 roku pełnił funkcję dyrektora muzyki instrumentalnej na dworze w Monachium.
Skomponował jedną symfonię, 9 koncertów skrzypcowych, koncert podwójny na 2 skrzypiec i orkiestrę, singspiele Die Luftbälle oder Der Liebhaber à la Montgolfier (wyst. Mannheim 1787), Der Fassbinder (wyst. Monachium 1824), Der Bandit (wyst. Mannheim 1835) i Der Einsiedler (b.d.), operetkę Adolf und Clara (wyst. Frankfurt nad Menem 1800), opery Der beiden Gefangenen (wyst. Mannheim 1802), Carlo Fioras, oder: der Stumme in der Sierra Morena (wyst. Monachium 1810) i Hadrian Barbarossa (wyst. Monachium 1815).